# 半甲藻科
半甲藻科（学名：Haplodiniaceae）是原甲藻目下的一个科。 

## 下属分类
本科包括以下属：
- 半甲藻属 Haplodinium Klebs, 1912
- Pleromonas Pascher, 1914